# Marco Simoni
Marco Simoni (Roma, 13 settembre 1974) è un manager e dirigente pubblico italiano.
Attualmente è professore aggiunto alla Luiss Business School di Roma e il primo Presidente della Fondazione Human Technopole, il nuovo istituto italiano di ricerca per le scienze della vita.

## Biografia
È sposato e ha due figli, entrambi nati a Londra.
Ha una laurea in Scienze Politiche conseguita all'Università la Sapienza di Roma e un dottorato in Political Economy dalla London School of Economics and Political Science che ha ricevuto il Premio Juan J. Linz per la miglior tesi di dottorato di ricerca in Scienze Politiche completata in uno stato dell’Unione Europea.
Ha svolto attività di ricerca presso l’Organizzazione Internazionale del Lavoro, con sede a Ginevra; nel 2008 ha ricevuto la Postdoctoral Fellowship della British Academy per giovani studiosi.
Dal 2007 al 2016 insegna e fa ricerca alla London School of Economics, fino al titolo di Associate Professor in Political Economy.

### Gli incarichi governativi
Dopo gli anni a Londra, nel 2013 rientra in Italia per assumere il ruolo di Capo della Segreteria del Vice-Ministro dello Sviluppo Economico Carlo Calenda, occupandosi di dossier di politiche commerciali, attrazione degli investimenti e politiche per l’internazionalizzazione dell’Italia.
Tra il 2014 e il 2018, è il Consigliere per le Relazioni Economiche Internazionali e la Politica Industriale prima per il Presidente del Consiglio dei Ministri Matteo Renzi, e successivamente per il Presidente del Consiglio dei Ministri Paolo Gentiloni.
In questo ruolo ha gestito relazioni nazionali ed internazionali, dossier politici e legislativi coordinando i ministeri e le agenzie pubbliche competenti, contribuendo all'agenda economica del Presidente del Consiglio. 
È stato membro del Consiglio di Amministrazione di Arexpo e del Comitato di Coordinamento del Progetto Human Technopole occupandosi fin dal novembre 2014 della riqualificazione dell’area ex EXPO a Milano.

### Human Technopole
Il 16 maggio del 2018 viene nominato con decreto del Presidente del Consiglio dei Ministri primo Presidente della Fondazione Human Technopole, il nuovo istituto italiano di ricerca per le scienze della vita con sede a Palazzo Italia nell’ex area EXPO 2015 oggi nota come MIND – Milano Innovation District.

## Pubblicazioni
È autore di numerose pubblicazioni scientifiche su temi di capitalismo comparato e ha scritto “Senza alibi: perché il capitalismo italiano non cresce più.” un libro sul declino dell’economia italiana pubblicato nel 2012 da Marsilio.
Dal 2010 è autore di un blog su Il Post in cui commenta notizie di economia politica e attualità e dal 2022 ne co-conduce il podcast "Politics" . Ha collaborato con numerose altre testate tra cui Europa Quotidiano, l’Unità, il Sole 24 Ore, la Stampa e altri.